# بخش دیامر
بخش دیامر (انگلیسی: Diamer Division) یکی از بخش‌های پاکستان در گلگت-بلتستان بود که در اصلاحات انجام‌گرفته در سال ۲۰۰۰، ساختار بخش در پاکستان حذف گردید. اما در سال ۲۰۰۸ مجدداً بازگردانده شد. ناحیه‌های آن عبارت بودند از:
- ناحیه دیامر
- ناحیه استور